# Peter Pan-ui gongsik
Peter Pan-ui gongsik (피터팬의 공식) è un film del 2005 di Cho Chang-ho, al suo esordio nella regia con questo drammatico racconto di formazione.
È stato presentato al Pusan International Film Festival 2005, al Sundance Film Festival 2006 e al Roma Asian Film Festival 2006, dove ha vinto il premio per il miglior attore.

## Trama
Han Soo (On Ju-wan) è una giovane promessa del nuoto nazionale, quando senza una ragione evidente decide di mollare l'attività sportiva, per lo sgomento dell'allenatore e dei compagni di squadra, che contavano su di lui per arrivare alle medaglie. Quando poi la madre tenta il suicidio, riducendosi ad uno stato vegetativo, il ragazzo, costretto a prendersi cura di lei e ad affrontare le gravose spese mediche dell'ospedale, si richiude ancor di più in se stesso, lasciando la scuola e dedicandosi a rapine nei minimarket per far fronte ai debiti e sopravvivere.
In questo suo mondo disastrato entra a far parte la sua vicina di casa, un'insegnante di musica sposata, In-heui (Kim Ho-jung), verso la quale prova una crescente attrazione, che non esita a dichiararle nei termini più espliciti. Per compassione, più che per desiderio, lei accetta di masturbarlo, con regolarità, ma il loro rapporto non va oltre a quello, malgrado i tentativi di lui. La situazione si complica ulteriormente durante la breve visita di Min Ji, la figliastra di lei, ricoverata in clinica per problemi psichiatrici (in seguito ad uno stupro che lei ha denunciato, ma che rivela ad Han Soo di non avere subito).
Han Soo ha modo di conoscere anche Min Ji, una ragazza che si ritrova come lui a dover accudire la madre in coma, compagna di stanza della propria, ed è muto testimone del tragico momento in cui lei decide di mettere fine alla vita della madre, perché non riesce più a sopportare di prostituirsi per pagare le spese mediche. Ricambierà poi il silenzio complice di Han Soo non denunciandolo quando lo riconoscerà come il responsabile delle rapine.
Alla fine Han Soo, incapace di farcela da solo, prova a rivolgersi al padre che non ha mai conosciuto, di cui è in possesso solo dell'indirizzo, lasciato dalla madre nel proprio biglietto d'addio, ma l'uomo si rivela indifferente, non vuole avere nulla a che fare con lui e non ammette di esserne il padre, malgrado un rivelatore esame del DNA che Han Soo decide però di non sfruttare.

## Riconoscimenti
- 2006 - Roma Asian Film Festival
  - Miglior attore (On Ju-wan)